# Fiat Panda
Fiat Panda este o mașină de oraș produsă și comercializată de Fiat din 1980, aflată în prezent la a treia generație.

## Grande Panda (2024)
La mijlocul lunii iunie 2024, Fiat a lansat primele imagini și informații despre Grande Panda, dezvoltat la Centro Stile din Torino, Italia.